# Glinniki
Glinniki – wzniesienie o wysokości 105,4 m n.p.m. na Pojezierzu Kaszubskim, położone w woj. pomorskim, w powiecie lęborskim, na obszarze gminy Nowa Wieś Lęborska.
Ok. 3 km na północny zachód leży miasto Lębork. Na północ od wzniesienia przebiega Pradolina Redy-Łeby.
Nazwę Glinniki wprowadzono urzędowo w 1949 roku, zastępując poprzednią niemiecką nazwę Lehm Berge.